# Petter Castens
Petter Castens, död 1650, var en svensk borgmästare.

## Biografi
Petter Castens blev 1638 rådman i Norrköping. År 1641 blev han vice borgmästare i Norrköping och 1647 ordinarie. Han avled 1650. Castens var far till borgmästaren Anders Lerbäck i Norrköping.